# コント55号のおとぼけ人間学
『コント55号のおとぼけ人間学』（コントごじゅうごごうのおとぼけにんげんがく）は、1971年4月1日から同年6月24日までフジテレビ系列局で放送されていたフジテレビ製作のバラエティ番組である。放送時間は毎週木曜 22:00 - 22:30 （日本標準時）。

## 概要
コント55号の持ち味を生かした大人向けのコントドラマバラエティで、1971年当時のブームやその他の新しい話題を彼ら独特の発想で笑いに変えていた。
前年9月に『コント・デ・勝負!』が終了して以来、半年ぶりにコント55号がフジテレビで持ったレギュラー番組であるが、わずか3か月で打ち切られた。これにより、1968年1月放送開始の『お笑いヤマト魂』以来続いたコント55号のフジテレビでのレギュラー番組は完全に無くなった。